# الحاج بوشيبة
الحاج بوشيبة (1903 – 5 كانون الثاني 1957) كان كاتب أغاني وشاعر وملحن ورسام جزائري.

## السيرة
وُلد عبد الغني بوشيبة في قسنطينة عام 1903، لكنه انتقل وهو صغير جدًا إلى الجزائر مع والده صلاح، الذي كان يملك متجرين للأحذية على الطراز العربي في قصبة الجزائر (شارع ميدي وشارع راندون). في عام 1923 عاش مع والديه في رامب فالي. تم استدعاؤه لأداء خدمته العسكرية في البحرية وبعد تسريحه، عمل في صناعة التبغ في إيتس أزولاي ثم في جوب، أولاً كميكانيكي ثم سائق آلة. وبعد انتهاء خدمته كرّس بوشيبة نفسه للموسيقى بعزم أكبر، أي من عام 1924 إلى عام 1925. كانت بداياته في هذا الفن هي تلك التي تلقاها من الأستاذ مصطفى الناظور الذي عمل معه لفترة قصيرة نسبيًا على البانجو التينور. ولكن في حي "الكوديا" بالقصبة على وجه الخصوص، كان لبوشيبة الوقت للتعلم من موسيقي آخر هو لوناس قميصة الذي كان يمتلك في الوقت نفسه حانة يرتادها شباب القصبة. كما خدم مكانان آخران بوشيبة بشكل ثمين لضمان التكرار المفيد، أحدهما قدمه أياد كهيوجي (محند الرومي)، الأخ غير الشقيق للحاج مريزك، وهو اسم موثوق ورجل متمكن في هذا الفن في باب الجديد، والآخر في منزل الحاج سلي، وكلاهما في القصبة العليا. خلال نفس الفترة في 1932-1933، أدار بوشيبة مقهيين: أحدهما في شارع بلشير في "السويقية" للحاج سليمان والآخر في "الكودية" بالتعاون مع الكهيودي وشخصية أخرى معروفة في الجزائر الحاج إبراهيم الذي أدار بنفسه لبعض الوقت مقهى "الصيد" ، وهو مكان مفضل للغاية لدى العملاء الآمنين.
بعد بدايته في نوع "المد الشعبي" اختار بوشيبة تدريجيا أغنية "العروبي" التي قادته إلى مرحلة أعلى وأعجب بها سكان منطقة "الفحص" (الساحل) حيث احتل بوشيبة مكانة بارزة.
يتعلم بوشيبة في مدرسة إبراهيم فاتح اللغتين العربية والفرنسية تحت إشراف الأستاذ فاتح نفسه في الكودية حيث أظهر عبد الغني في سن مبكرة ذكاءً استثنائيًا داخل المدرسة وخارجها. حوالي عامي 1935 و1936، أصبح بوشيبة حاجًا بعد أداء فريضة الحج إلى الأماكن المقدسة في الإسلام (مكة المكرمة). لقد قام بهذه الرحلة بصفته موظفًا في قافلة قوارب. وفي نفس هذه السنوات، ارتقى الحاج بوشيبة في مراتب مهنته، وأصبح مطلوبًا للغاية بفضل عمله الجاد والمنتظم. كان لدى بوشيبة قاعدة مختارة من الزبائن ولم يعمل لصالح المتقدم الأول بل فقط مع أولئك الذين يقدرون فنه.
في 5 كانون الثاني 1957، الساعة السابعة مساءً، سقط بوشيبة تحت رصاص منظمة اليد الحمراء السرية الاستعمارية. دُفن في مقبرة القطار.

## الأغاني
- محل الجودي
- يا أخينا[2]
- يا ذخر الجناني
- سبوهي

## فهرس
- Bendamèche, Abdelkader (2006). Un artiste de légende (بالفرنسية). Algiers: Éditions de la bibliothèque nationale d'Algérie. p. 55.